# Pteris inermis
Pteris inermis là một loài thực vật có mạch trong họ Pteridaceae. Loài này được (Rosenst.) de la Sota miêu tả khoa học đầu tiên năm 1972.